# 솔 (도구)

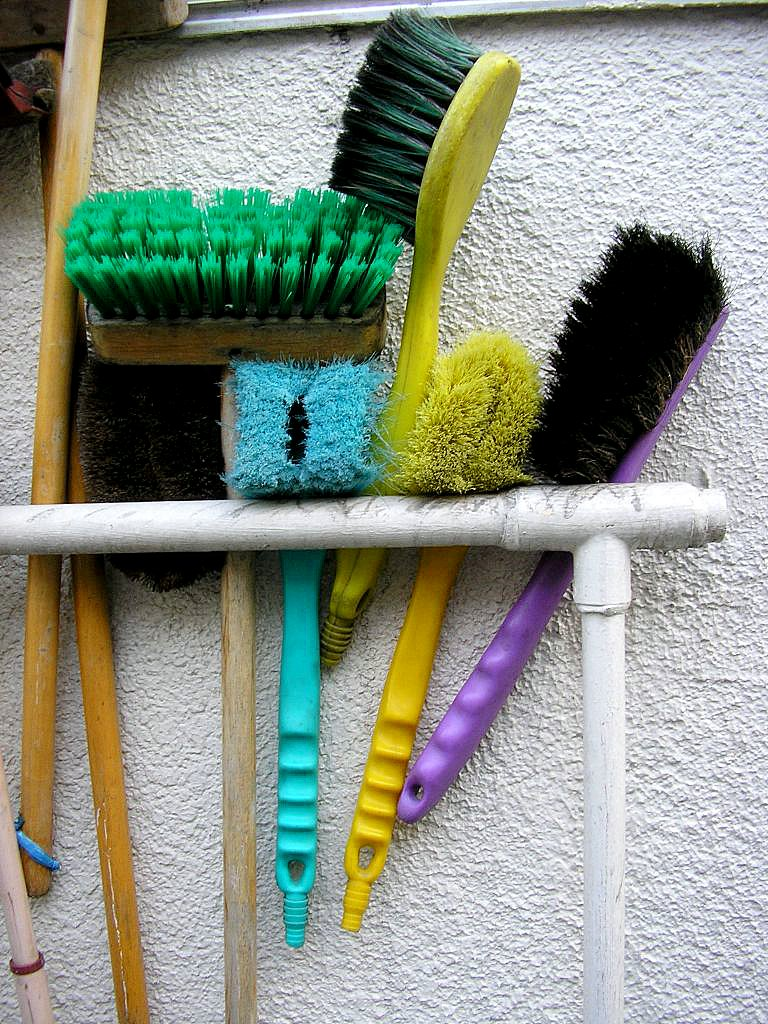

솔은 물건에 낀 때나 먼지를 쓸어 깨끗이 하기 위하여 짐승의 털이나 합성수지, 가는 철사 등으로 곧추세워 만든다. 많이 사용하는 솔에는 칫솔·붓·청소용 솔 등이 있다. 솔은 손잡이가 붙어 있어 힘을 줄 수 있는데, 손잡이는 금속이나 목재, 플라스틱 등으로 만든다.
브러시는 강모, 와이어 또는 기타 필라멘트가 포함된 일반적인 도구이다. 일반적으로 사용 중에 브러시를 잡는 방식에 따라 필라멘트가 평행 또는 수직 방향으로 부착되는 핸들 또는 블록으로 구성된다. 블록과 강모 또는 필라멘트의 재료는 부식성 화학 물질, 열 또는 마모와 같은 의도된 사용의 위험을 견딜 수 있도록 선택된다. 이는 청소, 머리 손질, 메이크업, 페인팅, 표면 마감 및 기타 여러 목적에 사용된다. 이는 오늘날 사용되는 가장 기본적이고 다양한 도구 중 하나이며, 일반 가정에는 수십 가지 종류가 있을 수 있다.

## 역사
집에 처음 사람이 거주했을 때 집주인은 관목에서 가져온 가지를 사용하여 흙을 쓸어냈고, 따라서 최초의 솔을 사용했다. 1859년 미국 최초의 브러시 공장이 뉴욕에 설립되었다.